# Anna Hegner
Anna Hegner (* 1. März 1881 in Basel; † 3. Februar 1963 in Basel) war Schweizer Geigerin, Komponistin und Musikpädagogin.
Anna Hegner entstammte einer geachteten Musikerfamilie. Ihr älterer Bruder war der Pianist Otto Hegner, mit dem sie ab 1893 einige öffentliche Auftritte hatte. 1900 trat sie als erste Frau in das Orchester der Allgemeinen Musikgesellschaft Basel ein. Bald wurde sie als Violin-Solistin bekannt, besonders in Basel, Berlin, Leipzig und London. Zwischen 1902 und 1925 trat sie siebenmal als Solistin bei den Londoner Proms auf.
Ab 1904 lehrte sie am Hoch’schen Konservatorium in Frankfurt am Main, unter anderem war sie die Violinlehrerin von Paul Hindemith. 1906 spielte sie die Berliner Erstaufführung des Violinkonzertes von Felix Woyrsch. Ab 1908 wohnte und lebte sie in Münchenstein und organisierte Konzerte in der katholischen Kirche, bei denen sie auch solistisch auftrat, und sommerliche Waldkonzerte hinter ihrem Haus in der Münchensteiner Schlucht. Ab 1914 war sie bis 1950 (mit fünfjähriger Unterbrechung) wieder Mitglied des Basler Orchesters, ab 1947 in der Position der Konzertmeisterin.
Sie starb 1963 im Clara-Spital an den Folgen eines Unfalls. Kurz nach ihrem Tod widmete ihr ihre Wohngemeinde Münchenstein die Anna Hegner-Strasse. Lange Zeit war Anna Hegner die einzige Frau, die im Baselbiet mit einer Strasse geehrt wurde.